# Стефани Макмеън
Стефани Макмеън-Левек (на английски: Stephanie McMahon Levesque) е американска кечистка.
Родена е на 24 септември 1976 година. Дъщеря е на собственика на Световната федерация по кеч Винс Макмеън. Тя е по-малка сестра на Шейн Макмеън. Съпруга е на Пол Левек, по-известен като Трите Хикса. Има 3 дъщери – Аурора Роуз Левек (родена на 24 юли 2006 г.), Мърфи Клеър Левек (р. 28 юли 2008 г.) и Вон Евелин Левек (р. 24 август 2010 г.)

## Кариера
Тя е Executive Vice President of Creative в WWE, както и член на борда на директорите на USO Metropolitan Washington. Била е главен мениджър на Разбиване в периода (2002 – 2003 г.) И на Първична сила (края на 2008 началото на 2009)
След раждането на децата си тя ограничава изявите си на ринга и се съсредоточава върху семейството и управлението на бизнеса от разстояние където се справя доста добре като предлага идеи и организира мачове, които карат феновете да ги помнят с години.

## Макмеън-Хелмсли ера
На 29 ноември 1999 г. в „Първична сила“ като част от сценария Стефани и Тест организират сватба, която Трите Хикса проваля, излизайки и казвайки, че предната вечер се е оженил за Стефани в Лас Вегас. След това Стефани иска развод, но условието е Винс Макмеън да победи Трите Хикса на Армагедон. В нощта на турнира Стефани застава на страната на Трите Хикса и така започва Макмеън-Хелмсли Ерата, която продължава 2 години. В началото на 2002 г., когато Трите Хикса се завръща след тежка контузия на кракът Стефани проваля един важен за него мач. Проблемите между тях карат феновете да мислят, че ще се разделят. Стефани лъже Трите Хикса, че е бременна, но Линда Макмеън му се обажда и му казва в нощта, когато е подновяването на брачните клетви между него и Стефани. Тогава той разваля сватбата си с нея и ѝ казва, че всичко е свършено.

### Мениджъри
- Шейн Макмеън
- Винс Макмеън
- Трите Хикса
- Кърт Енгъл
- Г-н Америка
- Зак Гоуен
- Райно
- Крис Джерико
- Роб Ван Дам
- Джон Сина

### Хватки
- Простир
- ДЕ-ДЕ-ТЕ
- Спринцовка за коса
- Лу Тез преса
- Флип на маймуната
- Шипване на врата
- Мощна бомба
- Шамар
- Копие
- Сърф
- Педигри (копирано от Трите Хикса)

### Прякори
- Милиардата принцеса / баронеса
- Кралицата на Кралиците

### Титли и постижения
- Pro Wrestling Illustrated
  - Вражда на годината (2002) – срещу Ерик Бисоф
  - Вражда на годината (2013) – срещу Даниъл Брайън като член на Органът
  - Най – мразената Кечистка на годината (2013) – като член на Органът
  - Най – мразената Кечистка на годината (2014) – с Трите Хикса
  - Жена на годината (2000)
- Wrestling Observer Newsletter
  - Най–отвратителната Промоционална Тактика (2001) – Сравнявайки Винс Макмеън с обвинителен акт с атентатите от 11 септември
  - Най–отвратителната Промоционална Тактика (2003) – цялото Семейство Макмеън с продукти на WWE
  - Най–лоша Борба на личността (2001 – 2003)
  - Най–лоша на интервюта (2001 – 2003)
- WWE/World Wrestling Federation/Entertainment
  - Шампионка при жените на WWE (1 път)
  - Награди Слами (2 пъти)
    - Обида на годината (2013) – за обида на Грамадата
    - Съперничество на годината (2014) – Органът срещу Даниъл Брайън

  - Наследствена награда за превъзходство Винс Джей Макмеън (2016)